# Francesco Guardi
Francesco Guardi (Venècia, 5 d'octubre de 1712 -id., 1 de gener de 1793) va ser un pintor italià.

## Biografia
Francesco Guardi va néixer en el si d'una família d'artistes i es va formar al taller familiar, marc en el qual es va desenvolupar també tota la primera part de la seva carrera artística, en col·laboració amb el seu germà Giovanni Antonio. En aquesta època no li va ser possible crear un estil propi, ja que es va veure obligat a posar els seus dots creatives al servei dels nombrosos encàrrecs que arribaven al taller i no va poder donar curs a la seva inventiva.
La primera mostra del seu geni la constitueixen les Escenes de la vida de Tobies, pintades per l'església de Sant Rafael de Venècia. Encara que els crítics discrepen sobre si aquests quadres són obra seva o del seu germà Giovanni Antonio, per la mestria de la realització i el caràcter evanescent dels fons sembla més probable que es deguin a Francesco, qui molt poc després va manifestar uns dots extraordinaris per al paisatge.
En efecte, el 1760, a la mort del seu germà, va abandonar els encàrrecs del taller familiar per dedicar-se en exclusiva a un gènere, el de la veduta, que estava en aquells dies en ple floriment gràcies a Canaletto i alguns altres artistes.
Segurament era aquesta la vocació de Guardi des dels inicis, i a ella es va lliurar, al principi com a seguidor dels passos del realisme a ultrança de Canaletto. Però no va trigar a emprendre el seu propi camí, amb obres en què la llibertat del traç i el caràcter envoltant de l'atmosfera creen un ambient més aviat irreal. Aquestes realitzacions (majoritàriament vistes de Venècia) i no les de la primera època són les que defineixen la personalitat artística de Guardi, el geni, però, no va ser reconegut fins a l'aparició dels impressionistes.
Encara complimentar encàrrecs de la República de Venècia, amb la finalitat d'immortalitzar les festes celebrats amb motiu de la visita a la ciutat de personalitats rellevants, en el seu temps no va ser un pintor massa valorat, i va morir en la pobresa.

## Obres
A Francesco Guardi se le atribueixen vora de 850 obres, entre les quals estan:

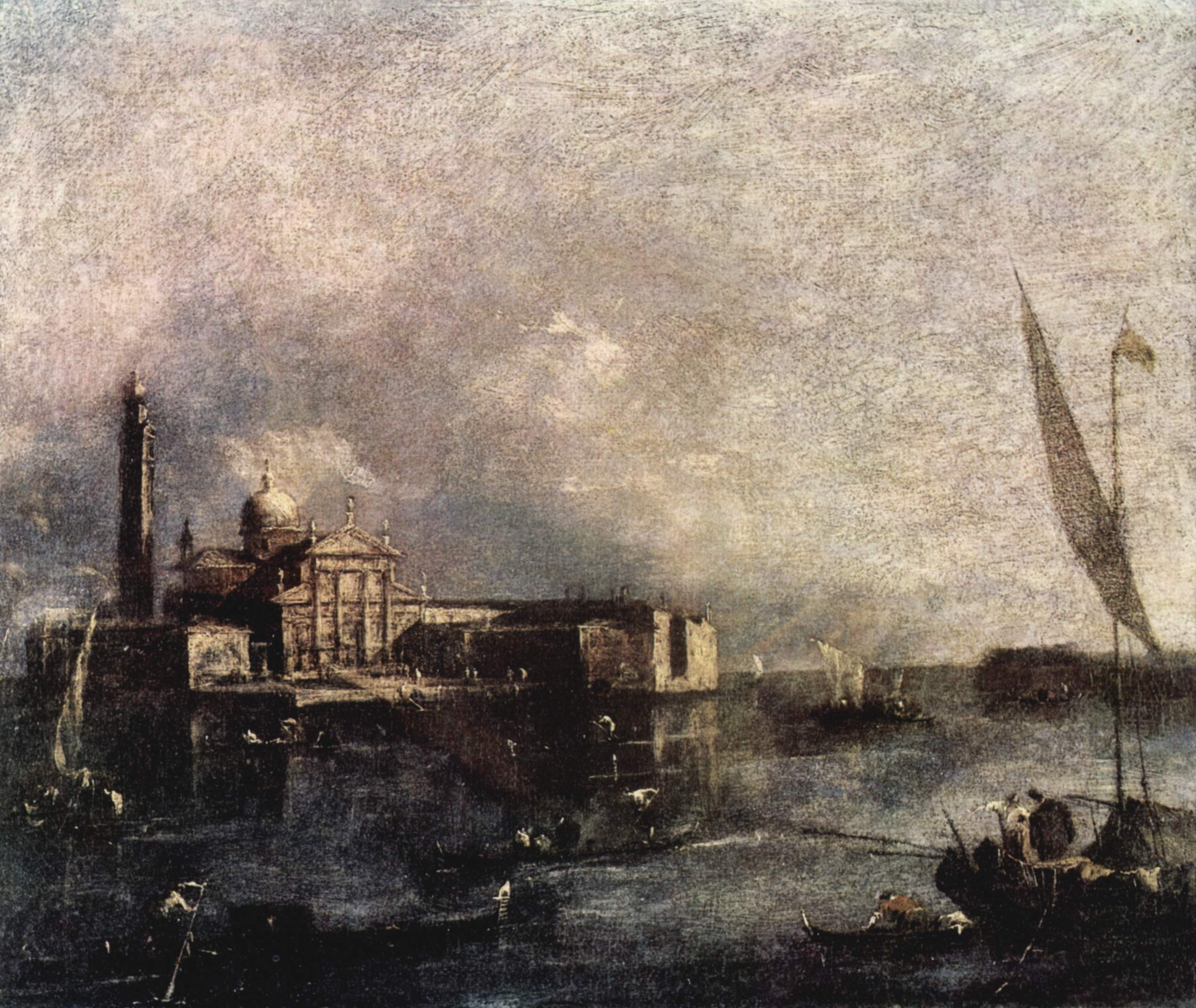
L'Isola di San Giorgio, de Guardi, segona meitat del, oli sobre llenç, Galeria Estense, Mòdena.

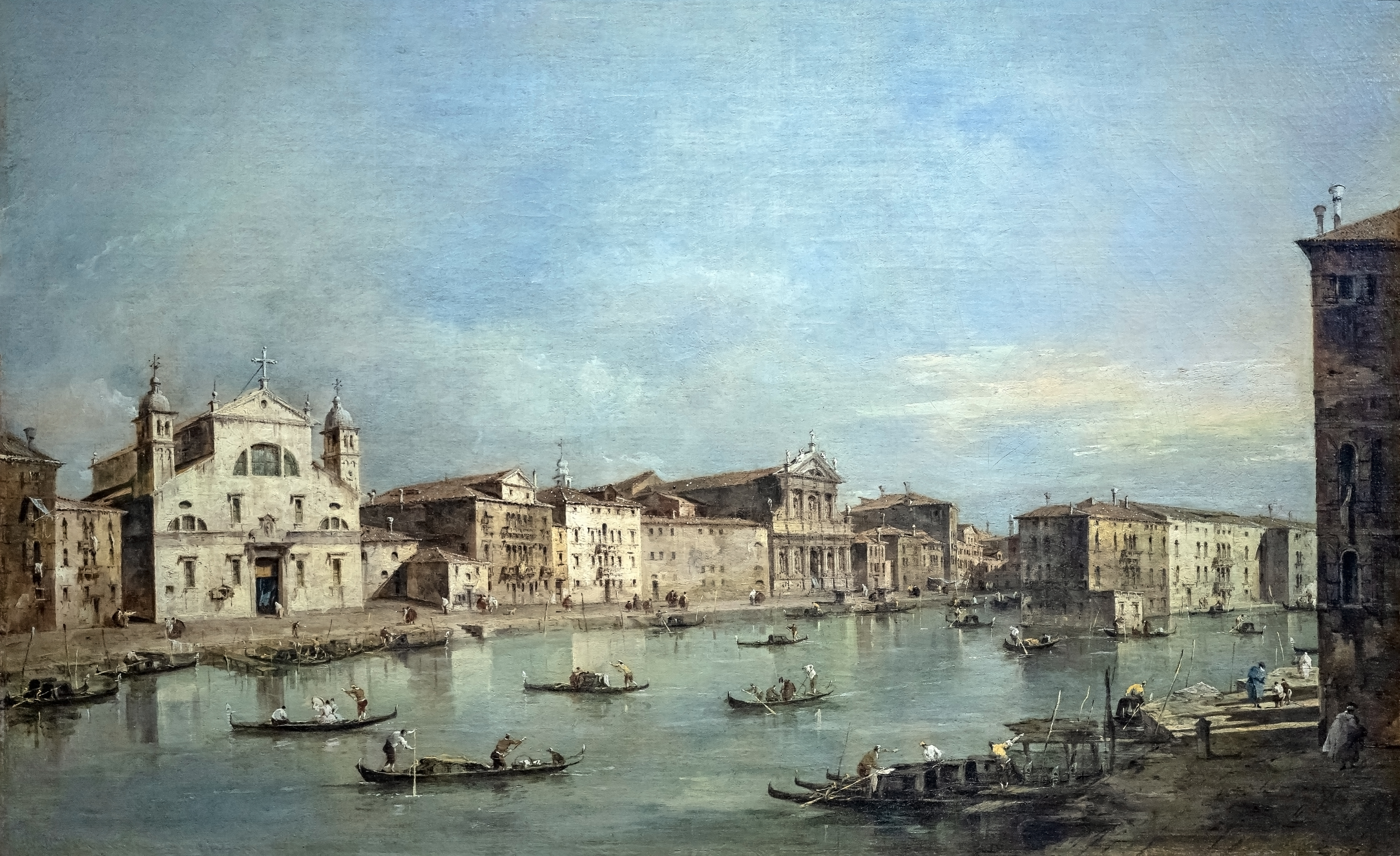
Vista del Gran Canal amb Santa Llúcia i santa Maria de Natzaret, circa 1780, Museu Thyssen-Bornemisza, Madrid.

- Sant adorant l'Eucaristia, ca. 1740, oli sobre llenç, 87 x 69, Trento, Museu Nazionale
- La Caritat, ca. 1747, oli sobre taula, 160 x 76, Sarasota, Museu Ringling
- L'Esperança, ca. 1747, oli sobre taula, Sarasota, Museu Ringling
- Històries de Tobies, 1750 - 1752, set llenços, Venècia, església dell'Angelo Raffaele, (atribuïda)
- La Plaça de Sant Marc, ca. 1760, oli sobre llenç, 62 x 96, Bèrgam, Accademia Carrara
- Miracle d'un sant dominic, 1763, oli sobre llenç, 121 x 172, Viena, Kunsthistorisches Museum
- El Pont de Rialto per la Fondamenta del Carbó, 1764, oli sobre llenç, 122 x 205, Pyrfort Court, Col·lecció Iveagh
- La Plaça de Sant Marc cap a la Basílica i la Torre dell'Orologio, 1764, oli sobre llenç, 122 x 205, Pyrfort Court, Col·lecció Iveagh
- La Trinitat amb els sants Pere i Pau, 1778, oli sobre llenç, 295 x 155, Roncegno, església parroquial
- Góndola a la llacuna, 1780, oli sobre llenç, 25 x 38, Milà, Museu Poldi-Pezzoli
- El Gran Canal amb Santa Llúcia i Santa Maria de Natzaret, c. 1780, oli sobre llenç, 48 x 78, Madrid, Museu Thyssen-Bornemisza.
- El Gran Canal amb Sant Simeó Petit i Santa Llúcia, c. 1780, oli sobre llenç, 48 x 78, Madrid, ídem
- La trobada de Pius VI amb el dux a San Giorgio in Alga, 1782, oli sobre llenç, 52 x 68, Milà, col·lecció Rossello
- El pontifical a San Zanipolo, 1782, oli sobre llenç, 52 x 67, Cleveland, Museum of Art
- El comiat de Pius VI i el dux, 1782, oli sobre llenç, 52 x 69, Cleveland, Museum of Art
- La llotja pontifícia a la piazza San Zanipolo, 1782, oli sobre llenç, 37 x 31, Washington DC, National

Gallery 
- Concert de dames al casino dei Filarmonici, 1782, oli sobre llenç, 67 x 90, Múnic, Alte Pinakothek
- Desfilada a la Plaça de Sant Marc, 1782, oli sobre llenç, 67 x 90, Venècia, Fondazione Giorgio Cini
- La mongolfiera, 1784, oli sobre llenç, 66 x 51, Berlín, Staatliche Museen
- El moll de Sant Marc cap a l'illa de San Giorgio, ca 1785, oli sobre llenç, 36 x 44, Mòdena, Galeria Estense
- Incendi del dipòsit d'oli de San Marcuola, 1790, oli sobre llenç, 41 x 60, Venècia, Gallerie dell'Accademia
- Incendi del dipòsit d'oli de San Marcuola, 1790, oli sobre llenç, 42 x 62, Múnic, Alte Pinakothek